# Marie Rollet
Marie Rollet, född 1580, död 1649, var en fransk kolonist. Hon var gift med Kanadas första nybyggare, Louis Hébert, och blev vid sin ankomst till Quebec 1617 den första permanent bosatta europeiska kvinnan i nuvarande Kanada. 
I Quebec var Rollet aktiv som sjukvårdare av indianer och utbildning av indianska barn. Hon stod ofta gudmor vid dop av konverterade indianer, och hennes hem fungerade som bostad åt flickor som gick i jesuiternas skola. Hon tillhörde de franska kolonister som valde att stanna i Quebec under den engelska ockupationn 1629-32.